# Ischnosiphon crassispicus
Ischnosiphon crassispicus là một loài thực vật có hoa trong họ Marantaceae. Loài này được L.Andersson mô tả khoa học đầu tiên năm 1984.